# Nematobola
Nematobola là một chi bướm đêm thuộc họ Yponomeutidae.

## Các loài
- Nematobola candescens - Meyrick, 1892
- Nematobola isorista - Meyrick, 1892
- Nematobola orthotricha - Meyrick, 1892